# Grand prix Pierre-Süe
Pour les articles homonymes, voir Sue.
Le grand prix Pierre-Süe est remis annuellement par la Société chimique de France et récompense des travaux dans le domaine de la chimie reconnus au niveau international.
Le prix, créé en 1974, est remis en l'honneur du chimiste français Pierre Süe.

## Lauréats[2]

### 1974 à 1979
- Robert Rosset (1974)
- Paul Arnaud (1976)
- Guy Baudin (1977)
- Michel Franck-Neumann (1978)
- Maurice Maurin (1979)

### 1980 à 1989
- Jacques Perichon (1980)
- F. Gaume (1981)
- Jean-Paul Dumas (1982)
- Denise Bauer (1983)
- Marius Chemla (1984)
- M. Herold (1985)
- Dominique Comar (1986)
- Bernard Raveau (1987)
- René Poilblanc (1988)
- Robert de Pape (1989)

### 1990 à 1999
- Jean-Michel Mermet (1990)
- Claude Naccache (1991)
- Michel Tournoux (1992)
- Ernest Maréchal (1993)
- Jean-Paul Malrieu (1994)
- Michel Che (1995)
- Louis Cot (1996)
- Jean-Marie Basset (1997)[3]
- Michel Fontanille (1998)[4]
- Bernard Cabane (1999)[5]

### 2000 à 2009
- Jacques Lucas (2000)[6]
- Jacques Védrine (2001)[7]
- Abel Rousset (2002)
- Jean-Louis Rivail et Michel Verdaguer (2003)[8]
- Jean-Pierre Sauvage (2004)[9]
- François Fajula (2005)[10]
- Maryvonne Hervieu et Claude Michel (2006)
- Georges Hadziioannou (2007)
- Jean Roncali (2008)
- Ludwik Leibler et Clément Sanchez (2009)[11]

### 2010 à 2019
- Bruno Chaudret (2010)
- Jean-Marie Tarascon (2011)
- Lahcène Ouahab et Philippe Sautet (2012)
- Pierre Braunstein (2013)
- Michel Ephritikhine et Claude Mirodatos (2014)
- Daniel Lincot (2015)
- Marie-Paule Pileni (2016)
- André Mortreux (2017)
- Paolo Samorì (2018)
- Patrice Simon (2019)[12]

### Années 2020 à 2029
- Azzedine Bousseksou (2020)[13]
- Hélène Olivier-Bourbigou (2021)
- Hélène Budzinski (2022)
- Anne Lesage (2023)
- Alexander Kuhn (2024)